# Tom Sawyer (film 1930)
Tom Sawyer è un film del 1930 diretto da John Cromwell.
Tratto dal romanzo Le avventure di Tom Sawyer di Mark Twain, il film descrive attraverso le avventure di un gruppo di ragazzi del sud, la vita di fine Ottocento sul grande fiume. È la prima versione sonora del romanzo. A interpretare la parte del protagonista (che nelle versioni mute del 1917-18 e 1920 era stata affidata rispettivamente a Jack Pickford e Gordon Griffith) è ora l'attore bambino Jackie Coogan reso celebre nel 1921 come interprete de Il monello di Charlie Chaplin. Accanto a lui sono un gruppo tra i migliori attori bambini dell'epoca: Junior Durkin (Huckleberry Finn), Mitzi Green (Becky Thatcher), Jackie Searl (Sid) e Dick Winslow (Joe Harper).
Fu il film col maggiore incasso nell'anno 1930. Il grande successo produsse il sequel Huckleberry Finn, di cui fu protagonista lo stesso cast diretto da Norman Taurog (1931).
Anche nella vita Jackie Coogan e Junior Durkin erano legati da una forte amicizia. Il 4 maggio 1935, di ritorno da una partita di caccia in Messico con amici, l'auto nella quale viaggiavano i due giovani attori finì in una scarpata. Dei passeggeri il solo a sopravvivere fu Jackie Coogan, sbalzato fuori dalla vettura. Al momento della morte Junior Durkin aveva solo 20 anni.

## Trama
Tom (Jackie Coogan) è un orfano che vive insieme al fratello Sid (Jackie Searl) allevato da zia Polly (Clara Blandick). La zia si prende cura dei ragazzi che però sono uno molto diverso dall'altro. Quanto Sid è beneducato, studioso e obbediente, tanto Tom fa disperare la zia con i suoi comportamenti da ragazzaccio. Degno compare di avventura di Tom è il suo amico Huck (Junior Durkin) che, scalzo e malvestito, vive alla giornata, senza nemmeno frequentare la scuola com'è costretto a fare invece Tom.
Un giorno, a scuola arriva una nuova ragazzina, Becky (Mitzi Green), la figlia del nuovo giudice. I ragazzi, insieme all'amico Joe Harper (Dick Winslow), organizzano una scorribanda notturna al cimitero dove però assistono, col cuore in gola, allo scoperchiamento di una tomba e all'uccisione del medico del paese da parte di Joe l'Indiano (Charles Stevens). Fuggiti a gambe levate,  i tre giurano spaventati di non rivelare a nessuno quello che hanno visto.
Per vivere una vita da pirati, i tre ragazzi fingono di annegare nel Mississippi, mentre invece si nascondono su un isolotto in mezzo al fiume dove possono stare in piena libertà. Da lontano, assistono alle frenetiche ricerche dei loro corpi da parte degli abitanti del villaggio. Curiosi, una sera tornano di nascosto a spiare dai vetri delle finestre su cosa stia succedendo a casa. Vedono i parenti in lacrime e ascoltano le loro parole che li commuovono. L'unico che non sembra toccato un granché è Huck, che non ha parenti che lo piangano.
Joe e Tom, imbarazzati, trovano una scusa per tornare e abbandonare la carriera da pirata che avevano giurato di seguire per tutta la vita: hanno la bella pensata di riapparire in chiesa il giorno del loro funerale, gettando nello scompiglio tutta la comunità.
Dopo la loro riapparizione in pubblico, la vita torna a scorrere nei soliti binari. Tom, che cerca di conquistare le attenzioni di Becky, finalmente ha successo con lei quando si presenta a testimoniare al processo per l'omicidio del dottore: sul banco degli accusati si trova uno dei trafugatori di cadaveri, innocente però del delitto. Quella notte, ubriaco fradicio, si era trovato davanti al corpo del dottore per cui doveva rubare il cadavere al cimitero e Joe, il vero assassino, lo aveva convinto di essere stato lui a uccidere il medico, causa la sua ubriachezza. Tom, quando viene a sapere dell'accusa, non resiste e alla fine si presenta a raccontare come effettivamente si fossero svolti i fatti. Joe, smascherato, fugge e scappa dalla finestra.
Diventato l'eroe del giorno, Tom diventa ricercatissimo. La scuola organizza una gita cui partecipano tutti gli scolari. Lui con Becky, si avventura a esplorare una grotta dove i due ragazzi si addentrano anche quando tutti gli altri rientrano. Persi nel dedalo dei cunicoli, a un certo punto Tom scorge Joe l'Indiano che, evidentemente, si nasconde lì dentro. Bene o male, Becky e Tom riescono a uscire dalla grotta: affamati e allo stremo delle forze, vengono riportati a casa e curati. Tempo dopo, ripresosi, Tom scopre che, nel frattempo, la grotta, per impedire altre disavventure come quelle in cui sono incappati lui e Becky, è stata chiusa con un cancello. Con orrore, ripensa a Joe e alla possibilità che l'uomo sia rimasto bloccato dentro. Come infatti è avvenuto. Joe l'Indiano, che aveva promesso di ritornare per vendicarsi di lui, non tornerà più.

## Produzione
Prodotto dalla Paramount, il film venne girato al Paramount Ranch di Agoura in California.

## Distribuzione
Distribuito dalla Paramount Publix Corporation, uscì nelle sale cinematografiche statunitensi il 19 dicembre 1930 dopo essere stato presentato in prima il 15 novembre 1930. Distribuito internazionalmente, uscì in Finlandia il 4 ottobre 1931. In Spagna, fu ribattezzato con il titolo Las aventuras de Tom Sawyer.
Il film è stato il maggior incasso mondiale del 1930.
Nel 1958, fu riproposto negli Stati Uniti alla tv con una riedizione MCA/Universal Pictures.